# 拜占庭—薩珊戰爭 (602年—628年)
602年－628年東羅馬（拜占庭）－薩珊戰爭是发生于東羅馬帝國与波斯帝國萨珊王朝之间的一次战争，为罗马－波斯战争中的最后一场，也是最具毁灭性的一场大规模战争。在结束于591年的上一次战争中，拜占庭皇帝莫里斯出兵帮助萨珊王子，后来的库斯老二世复位。602年，莫里斯被反贼福卡斯所杀，库斯老二世以此为借口，打着替莫里斯复仇的旗号对拜占庭帝国宣战，拉开了这场战争的序幕。这场战争随后演变为长期战争，成为历次罗马-波斯战争中持续时间最长的一次；战火几乎燃遍整个中东：埃及、黎凡特、美索不达米亚、高加索、安纳托利亚、亚美尼亚、爱琴海都成为战场。
602年至622年间，萨珊军队获得了巨大的胜利，占领了黎凡特、埃及、安纳托利亚的一部分乃至爱琴海中的一些岛屿。610年即位的拜占庭皇帝希拉克略在初战受挫后，保持防守姿态，积蓄国力，最终于622年向波斯本土发动了反攻，波斯人难以招架。626年，波斯人联合阿瓦尔人和斯拉夫人包围君士坦丁堡，但攻城失败。随后，希拉克略联合西突厥汗国的统叶护可汗，于627年向萨珊王朝的腹心——美索不达米亚平原发动进攻，这造成了萨珊波斯的内乱，贵族联合起来杀害库思老二世，向拜占庭帝国求和。
长期的战争使得两国精疲力尽，拜占庭帝国的胜利也没有给他们带来实际的益处。战争结束仅数年后，阿拉伯人就团结在正统哈里发旗下，开始了对外扩张；两大帝国无力抵挡，萨珊王朝被阿拉伯人彻底征服，拜占庭帝国则失去了黎凡特、高加索、埃及和北非，这些地区在接下来的几个世纪里被阿拉伯帝国牢牢控制。

## 背景

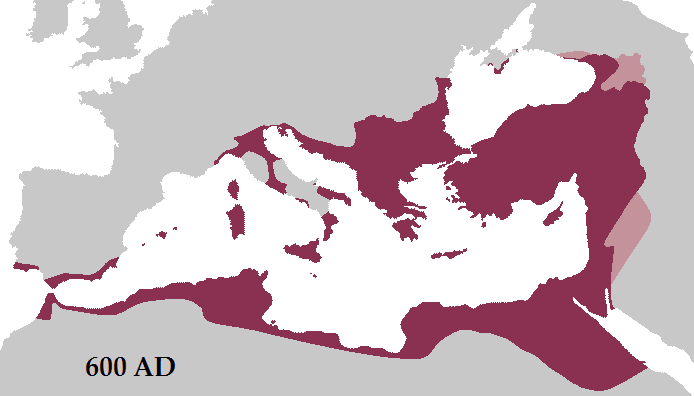
7世纪早期的拜占庭帝国

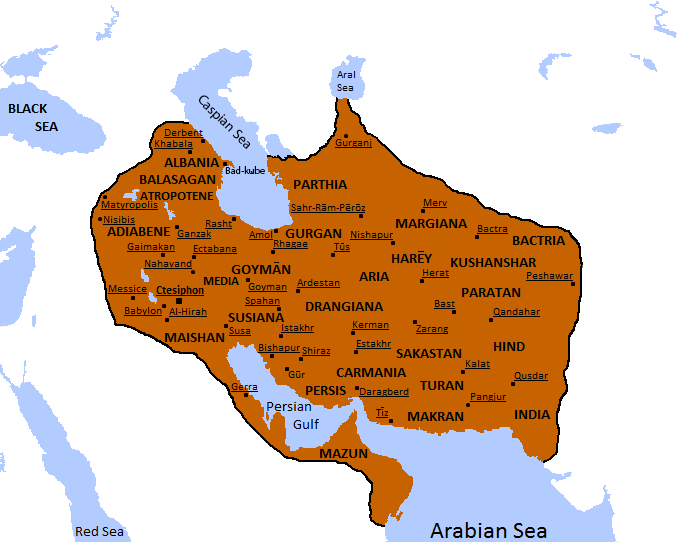
战争前夕的波斯萨珊王朝

572-591年的波斯战争以拜占庭皇帝莫里斯帮助萨珊王子库斯老打败篡位者巴赫拉姆六世告终。战争结束后，萨珊王朝把萨珊亚美尼亚大部、高加索伊比利亚和美索不达米亚的东北部割给拜占庭帝国，拜占庭帝国也不用再向萨珊王朝缴纳贡金，莫里斯得以集中兵力对付巴尔干半岛的阿瓦尔人和斯拉夫人。
由于前任提比略二世在战争和挥霍中耗空了查士丁二世以来积攒的财富，莫里斯被迫采取严厉的财政措施并削减了部队的军饷，这引起了四次军人叛乱。602年，莫里斯命令在巴尔干半岛的部队自筹薪饷，导致四次中的最后一次叛乱爆发。乱军拥立百夫長色雷斯人福卡斯为帝，莫里斯试图武装君士坦丁堡的蓝党和绿党——以赛车竞技为基础形成的民众团体来抵抗乱军，但这毫无用处。莫里斯被迫逃离首都，很快被福卡斯的军队所抓住并被处死。

## 战争的开始

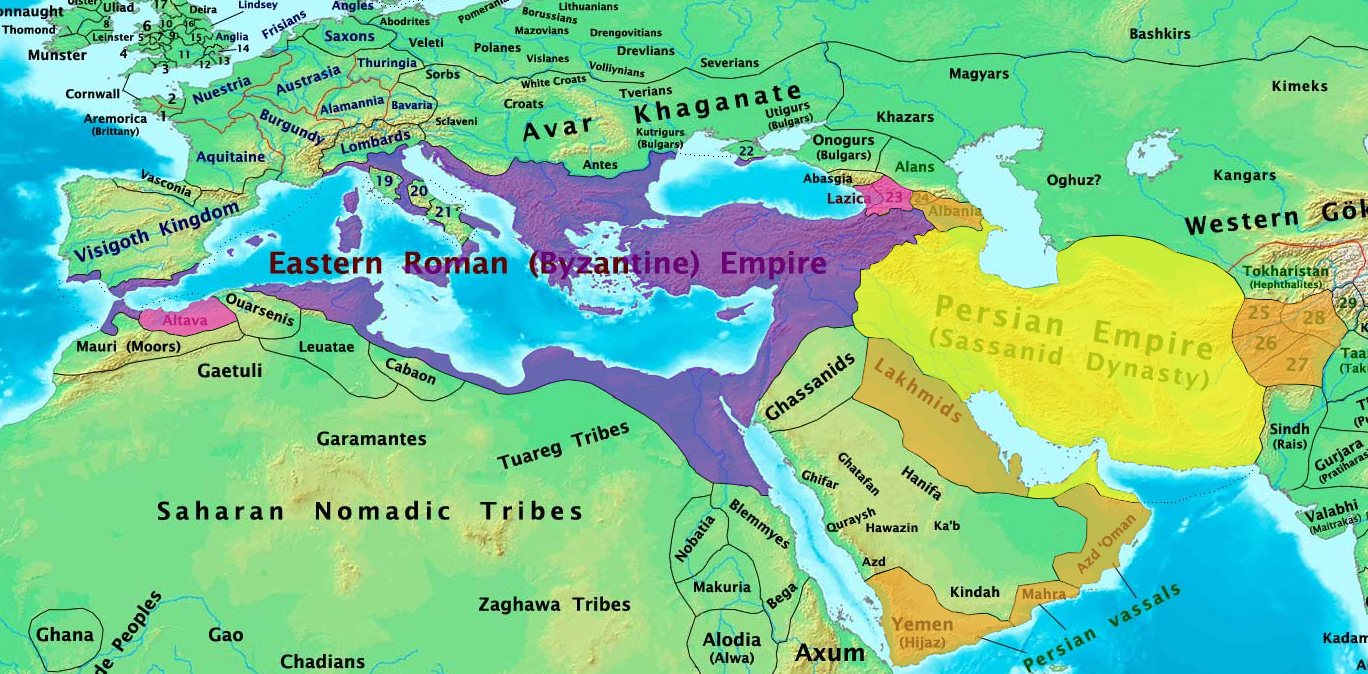
公元600年的波斯萨珊王朝和拜占庭帝国

莫里斯遇害后，拜占庭帝国美索不达米亚总督纳尔塞斯以埃德萨为基地起兵反抗福卡斯，福卡斯派出将军日耳曼努斯包围埃德萨，迫使纳尔塞斯向波斯萨珊王朝求援。库斯老二世表示“愿意帮助他的朋友和岳父莫里斯”，并以此为借口出兵，试图收复美索不达米亚和亚美尼亚。
日耳曼努斯在与波斯人的战斗中伤重而死，另一支拜占庭帝国军队在达拉附近被击败，导致波斯人于605年占领了这一重要要塞。纳尔塞斯从福卡斯的另一位将军列昂提乌斯手中逃脱，回到君士坦丁堡试图协调两国签订和平条约，但福卡斯将其逮捕并活活烧死。纳尔塞斯的死和战场上的失败严重损害了福卡斯的威信。

## 两位希拉克略的叛乱

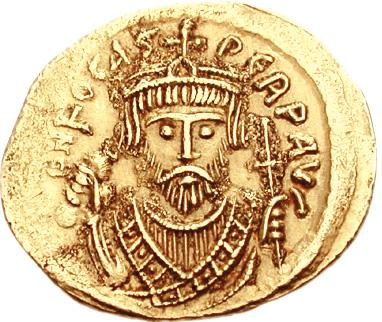
有福卡斯头像的金币

608年，拜占庭帝国的阿非利加总督老希拉克略在福卡斯的女婿，禁卫军伯爵普利斯库斯的怂恿下，宣布不再服从福卡斯的统治。老希拉克略宣布自己和与自己同名的儿子为执政官，开始制造印有两人穿着执政官袍的画像的硬币
与此同时，叙利亚和第一巴勒斯坦行省也发生叛乱。609或610年，安条克牧首阿纳斯塔修斯二世被乱民杀害，许多记载称犹太人参与了这一动乱，一些人参加了政治派系或开始反对基督教。随后福卡斯派遣博努斯出任东方管区长官，他严厉地惩罚了动乱的主要参与者，安条克的赛车绿党。
610年，老希拉克略派侄子尼刻塔斯攻打埃及，博努斯前往埃及组织防御，但在亚历山大城外被击败，尼刻塔斯遂占领了整个行省。他帮助仁慈的约翰当选亚历山大牧首，约翰则帮助他建立了稳固的统治。

叛军主力则由老希拉克略的同名儿子希拉克略率领，渡海前往君士坦丁堡，他没有受到多少有组织的抵抗，福卡斯被贵族普罗波斯抓住送给希拉克略。在希拉克略处死他之前，两人进行了著名的对话：
希拉克略说：“你就是这样统治国家的吗？” 
福卡斯突然来了精神，反唇相讥：“你能统治得更好吗？”
老希拉克略在之后的历史记载中消失了，他可能很快就去世了，但死亡时间未知。
35岁的希拉克略在与侄女玛蒂娜结婚，并被君士坦丁堡牧首加冕后，开始统治帝国。福卡斯的兄弟科墨恩提奥卢斯此时正在安纳托利亚中部率领一支大军，亚美尼亚军官查士丁将其暗杀，解决了这一威胁，但这也使得正进攻安纳托利亚的萨珊军队得以继续进军。
在内政方面，希拉克略实施了一系列开源节流的财政措施，通过不再向新成员拨款，限制了由国家供养的修士的人数。他还举办各种仪式来巩固统治，宣称自己推翻福卡斯是正义行为，由此获得了良好的声誉，加强了对权力的控制。

## 萨珊王朝取得优势

罗马-波斯边界地图，展现了591年后的领土变化

萨珊王朝趁拜占庭帝国发生内战之机，占领了亚美尼亚和上美索不达米亚的一些边境城镇。沿幼发拉底河，波斯军队在609年攻占了馬爾丁、阿米达（今迪亚巴克尔），埃德薩于610年被攻占。在亚美尼亚，战略重镇狄奥多西波利斯（今埃尔祖鲁姆）在一个自称是莫里斯长子、共治皇帝狄奥多西斯的男子的劝说下，于609或610年向波斯将领阿什塔特·耶日塔亚投降。
608年，波斯军队对安纳托利亚发动突袭，兵锋直抵位于君士坦丁堡对岸的迦克墩。到希拉克略即位时，萨珊王朝已占领了幼发拉底河以东和亚美尼亚的所有罗马城市，开始向卡帕多细亚进军，将军沙欣·瓦赫曼扎德甘已攻占凯撒利亚（今开塞利）。希拉克略命令曾鼓动他父亲叛乱的普利斯库斯率军包围这座城市，进行了持续一年的围攻战。

希拉克略试图与萨珊王朝展开和平谈判，因为波斯人的战争借口已随着福卡斯的死而消失。波斯人拒绝了这一提议，因为他们的军队正所向披靡。历史学家沃尔特·凯吉认为，库斯老二世的目标是恢复阿契美尼德王朝的疆域，但由于波斯方面史料的丢失，这一目标不能得到直接的证明。

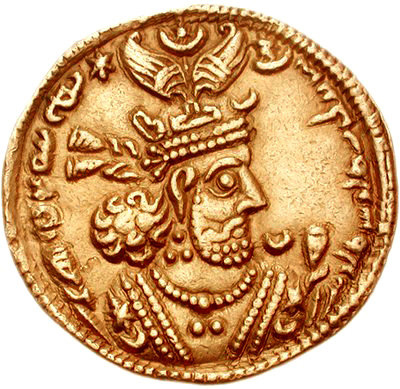
印有库斯老二世头像的金币

612年，希拉克略前去视察正在围攻凯撒利亚（开塞利）的普利斯库斯的军队，但普里斯库斯称病不见皇帝，希拉克略感觉受到了侮辱，但他不动声色地返回君士坦丁堡。不久之后，萨珊军烧毁了城池，逃出了普利斯库斯的包围圈，这使皇帝非常愤怒。他迅速把普利斯库斯和其他曾为福卡斯效力的将领解职，换上一位莫里斯时期的老将菲利皮库斯担任总司令，但很快这位新司令就开始逃避与波斯人作战。最后，希拉克略决定亲自上阵，与弟弟狄奥多尔一起领导军队。
库斯老二世趁这些庸碌之辈掌握拜占庭帝国军队之时，派遣将领沙赫尔巴拉兹进攻叙利亚。希拉克略试图在安条克城外打败波斯军队，但尽管有绪克诺的圣狄奥多尔的祝福护佑，这场战斗仍以拜占庭帝国的惨败告终。胜利的波斯军攻陷并洗劫了安条克，杀死了牧首，放逐了许多市民。在防御安条克以北的奇里乞亚山口的战斗中，拜占庭帝国再次失败，波斯军继续进军，攻占了塔尔苏斯和奇里乞亚平原。连续的失败后，拜占庭帝国的领土被截成两段，君士坦丁堡、安纳托利亚与叙利亚、巴勒斯坦、埃及、北非之间的陆路联系断绝。

## 萨珊王朝占领大片领土

### 攻占耶路撒冷

611-624年的战争地图

叙利亚并没有对波斯军作多少抵抗，尽管许多地方都有防御工事，守军总是试图与波斯军谈判投降。大马士革、阿帕米亚、埃梅萨（今霍姆斯）在613年相继沦陷，通往巴勒斯坦的道路被打开了。尼刻塔斯试图阻挡敌军，但在阿达赫里埃特（今德拉）战败，随后虽在埃梅萨附近小胜，但双方都损失惨重，人数不多的拜占庭帝国军队尤其受打击。波斯军联合了叛乱的犹太人，对耶路撒冷展开了三个星期的围攻，一些当时的记载宣称城破之后5.7万-6.65万人被杀；3.5万人被掳到波斯，其中包括耶路撒冷牧首扎卡里亚斯。
包括圣墓大教堂在内的许多教堂被烧毁，大批聖物包括真十字架、圣枪和圣海绵等被劫走并运往泰西封。一些人指责犹太人帮助波斯人占领城市并动手屠杀基督徒，这些记载很可能是夸大其词，是当时歇斯底里的反犹主义的反映。

### 占领埃及
618年，沙赫尔巴拉兹开始进攻埃及，埃及人大多信仰基督一性论，不满帝国官方推行的正统教义（迦克墩教义），也不愿为帝国卖力。库思老二世表态支持他们，不过仍有不少埃及人对波斯的统治感到不满，638年拜占庭帝国收复埃及时，人民也没有抵抗。拜占庭帝国军队在尼刻塔斯带领下坚守亚历山大城一年，最后由于叛徒为波斯军指出一条未被使用的水道，城市沦陷。尼刻塔斯和牧首仁慈的约翰逃到塞浦路斯，之后尼刻塔斯就没有再在历史记载中出现。埃及的丧失打击了帝国的经济，埃及是帝国的粮仓，君士坦丁堡仰赖从埃及运来的粮食来供养市民；希拉克略为此被迫于618年废除了君士坦丁堡的免费食物配给制度。
据说征服埃及后，库思老二世送给希拉克略一封信：
|  | 众神之最强者，世界之王库斯老致他邪恶卑鄙的奴仆希拉克略： 为什么你还不承认我的统治，还自称国王？难道我没有打败希腊人吗？你说你相信你的上帝，上帝为什么没有阻止我占领凯撒利亚、耶路撒冷和亚历山大？君士坦丁堡马上也会成为我的囊中之物，你若带着妻子儿女前来投降，我就赦免你，还会赐给你住宅和土地，把你当做友人。你不要自欺欺人，耶稣连自己也救不了，被犹太人钉死在十字架上。即使你逃到海底，我也会把你抓出来，不管你愿不愿意。 |

现代学者普遍怀疑这封信的真实性。

### 在安纳托利亚
萨珊军615年抵达迦克墩时，据塞博俄斯的记载，希拉克略已做好退位的准备，决定把拜占庭帝国降为萨珊王朝的附庸，让库思老二世来选择下一任皇帝。617年，波斯将领沙欣占领了迦克墩，形势似乎更加绝望。拜占庭帝国派出一个和平使团，得到了沙欣的接见，但他表示自己没有权力商议和平，并把使团送到库斯老那里，和平提议被波斯君主果断拒绝。不过波斯军很快撤退，可能是为了集中兵力征服埃及。620或622年，波斯人占领了重镇安库拉（今安卡拉），622或623年又占领了罗得岛和爱琴海中的一些其他岛屿，从海上威胁君士坦丁堡。这在君士坦丁堡激起了恐慌，希拉克略甚至考虑迁都迦太基。

## 拜占庭帝国的反击

### 重整帝国

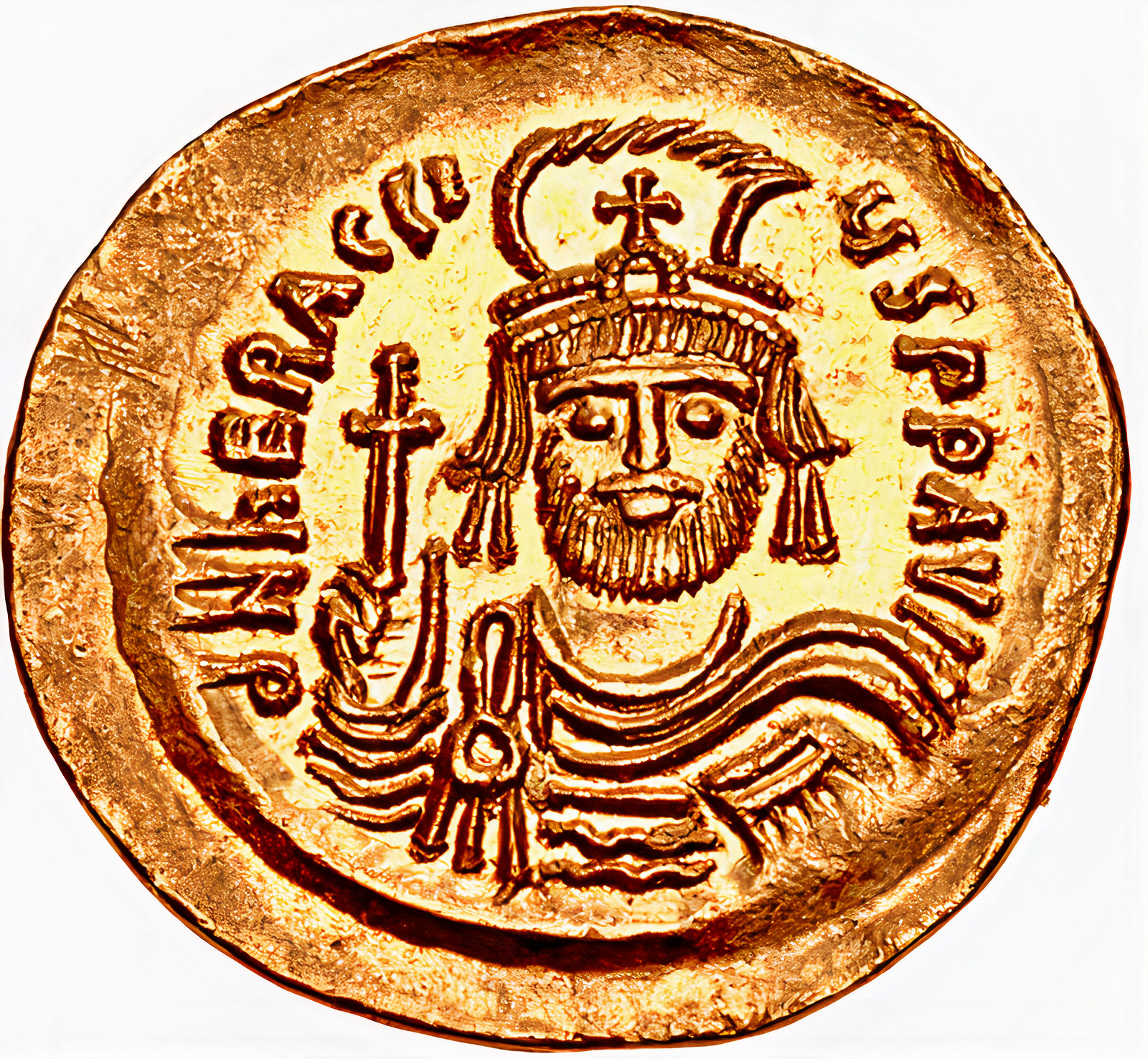
印有希拉克略头像的金币，约于610-613年铸于君士坦丁堡

库斯老的信没有吓倒希拉克略，反而激起了他的斗志，他开始施行一系列措施，以建立一支可与波斯人抗衡的军队。他面临的最严峻的问题是财政问题，大片领土被占领使收入减少，619年爆发的瘟疫进一步破坏了征税基础，也造成了人们内心的恐惧。不过希拉克略于615年就开始采取措施，发行新的较轻的帝国银币（重6.84克），除了他和儿子的肖像之外，还印有独特的拉丁语铭文（愿上帝帮助罗马人），历史学家凯基认为这表现了帝国当时的绝望情绪。新的福利斯铜币也被发行，重量从11克降到8克或9克。货币的贬值使得拜占庭可以在收入减少的情况下维持增加开支。
希拉克略还将官员薪水减半，强行增税，强制发行公债，严厉处罚腐败的官员，以为反攻筹款。尽管希拉克略与侄女的乱伦婚姻招致教会不满，但教会还是全力支持他的反攻事业，宣布每个基督徒都有战斗的义务，还把全首都几乎所有的金银器物收集起来，作为提供给皇帝的借款。纪念碑和教堂里的金、银、铜被取走，甚至圣索菲亚大教堂也是如此。始于提尔的威廉的一些历史学家把希拉克略的反攻形容为一次“十字軍東征”，另外一些历史学家如凯基则表示宗教只是这场战争的一部分。很快，数千名志愿者入伍，并得到了教会的资助，希拉克略决定亲自率军与波斯人作战。这样，在维持一个有积蓄的国库的同时，拜占庭帝国军队得到了人员和装备的补充，并有了一位出色的将领。
历史学家乔治·奥斯特洛格尔斯基认为希拉克略在安纳托利亚设置了四个军区，从军志愿者在服兵役的基础上可获得世袭土地。但现代研究一般认为军区制是在希拉克略的孙子君士坦斯二世统治时期创立的。

### 拜占庭帝国的初步反攻
622年4月4日，在复活节庆祝后一天，希拉克略率军离开君士坦丁堡，他的儿子，后来的君士坦丁三世在牧首塞尔吉乌斯一世和将军博努斯的帮助下留守首都。整个夏天被用来训练部队，巩固皇帝对军队的控制。秋季，希拉克略向卡帕多西亚进军，威胁波斯从幼发拉底河到安纳托利亚的交通线，迫使波斯将领沙赫尔巴拉兹从比提尼亚和加拉太撤回安纳托利亚东部。
接下来发生了尚不完全清楚，但可以确定的是希拉克略在622年秋天击败了沙赫尔巴拉兹。战斗中，希拉克略发现波斯人布下伏兵，于是佯败诱使波斯人主力离开伏击地去追击拜占庭人，然后用精锐的“奥普提马顿部队”出击，打败了追击的波斯人。尽管获胜，但阿瓦尔人来袭的消息传来，迫使他回到君士坦丁堡，留下军队在本都过冬。

### 阿瓦尔人的威胁
当拜占庭帝国面临波斯入侵的严峻挑战时，阿瓦尔人和斯拉夫人攻入巴尔干半岛，614年，他们占领了西恩吉杜努姆（今贝尔格莱德）、维米纳西乌姆（今科斯托拉茨）、纳伊苏斯（今尼什）和塞尔狄卡（今索菲亚），并摧毁了薩羅納。圣依西多禄宣称，整个希腊都被斯拉夫人占领。阿瓦尔人还进攻色雷斯，甚至到达君士坦丁堡城门附近。不过阿瓦尔人和斯拉夫人夺取拜占庭在巴尔干最重要的据点塞萨洛尼基的努力失败了，一些亚得里亚海边的小城市也幸存下来，包括亚德尔（今扎達爾）等地。
希拉克略向阿瓦尔人派遣使节，表示愿意向他们缴纳贡金以换取他们撤回多瑙河以北，阿瓦尔可汗则要求于623年6月5日在赫拉克里亚（今马尔马拉埃雷利西）与希拉克略当面会谈，皇帝表示同意，并与大臣们一起前往那里。实际上可汗在那里布置了一支骑兵，计划伏击并俘虏希拉克略，以索取更多的贡金。
幸运的是，希拉克略收到了警告，在阿瓦尔人骑兵的追逐下仍得以逃回君士坦丁堡，但是许多大臣，据说还包括前来见皇帝的7万色雷斯农民都被阿瓦尔人杀害。尽管对方背信弃义，希拉克略还是与其签订了合约，付给阿瓦尔人20万个金币，并把自己的私生子、侄子和守城大将博努斯的私生子送到阿瓦尔人那里做人质，合约的签订使他能集中精力对抗波斯人。

### 进攻波斯本土
624年，希拉克略以进攻波斯本土威胁库斯老二世进行和平谈判，但被波斯国君拒绝。3月25日，皇帝离开君士坦丁堡，他放弃保卫后方或维持海上交通，计划穿越亞美尼亞和阿塞拜疆，直接进攻波斯核心地区（两河流域）。据历史学家凯基的说法，希拉克略的军队规模不超过4万人，大概在2万-4万之间。进军途中，他首先收复了凯撒利亚（今开塞利）。

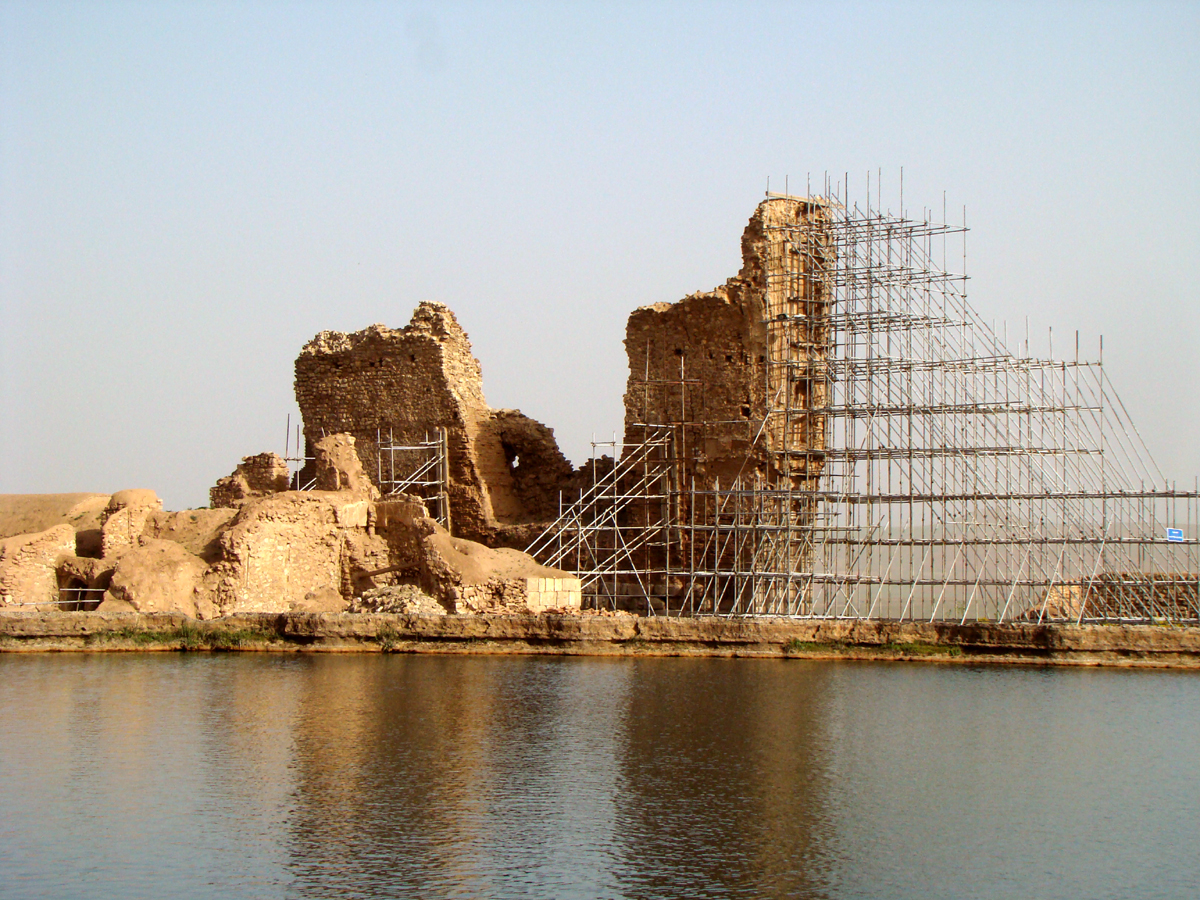
图为阿杜尔·古什纳斯普，一个属于战士阶级的重要祆祠，在战争中被毁

希拉克略沿阿拉斯河前进，摧毁了亚美尼亚的首府德温和纳希切万，在伊朗境内的甘扎卡与库斯老的4万军队相遇；拜占庭军中的阿拉伯人杀死了库斯老的一些卫士，导致波斯军队崩溃。之后希拉克略进军并摧毁了位于塔赫特·苏莱曼的著名祆教圣地阿杜尔·古什纳斯普祆祠，先锋到达库斯老在阿杜尔巴达甘省的行宫盖沙万（Gayshawan）。

624-628年的战争地图

随后希拉克略回军在高加索阿尔巴尼亚（阿塞拜疆）过冬，为次年的进攻积蓄力量。库斯老则派出沙赫尔巴拉兹、沙欣、沙赫拉普拉坎三位将军率三路军队对付他，沙赫拉普拉坎被指派攻占休尼克地区，占据当地的山口；沙赫尔巴拉兹负责阻止希拉克略可能的撤退；沙欣的任务则是封锁比特利斯的山口。希拉克略定下了各个击破的作战计划，但来自拉齐卡、阿布哈兹王国和高加索伊比利亚的盟友却感到畏惧，希拉克略安慰他们，表示：“不要被敌人的数量优势吓倒，在上帝的旨意下，一个人可以发出一万人的力量。”。
两名拜占庭帝国士兵假扮逃兵，故意让沙赫尔巴拉兹的军队抓获，他们告诉波斯将领拜占庭帝国军队已被击败，于是沙赫尔巴拉兹放弃了自己的任务，急忙进军去分享胜利果实。而希拉克略在此时在提格拉诺刻尔特将沙欣和沙赫尔普拉坎依次击败。沙欣失去了辎重，一份记载声称沙赫尔普拉坎战死，但他后来又在其他记载中出现了。二人带着残军投奔沙赫尔巴拉兹，继续进攻希拉克略，但一片沼泽阻碍了他们的进军。于是波斯军在阿利奥维特分为两部分，6000人轻装追击而其他人留守。而希拉克略则趁机于625年2月夜袭敌军主营，波斯军大败，沙赫尔巴拉兹仅以身免。
希拉克略在凡湖以北继续过冬。冬季结束后，他决定向幼发拉底河方向撤退，短短七天之内，他绕过阿勒山，在穆拉特河以南向西行军200英里，攻占底格里斯河附近的两个重要堡垒阿米达（今迪亚巴克尔）和马蒂罗波利斯（今锡尔万）。撤退过程中，沙赫尔巴拉兹在后面追击他，阿拉伯人的记载称波斯军在巴特曼河被击败，但此事不见于拜占庭帝国史料。另一次可证明的希拉克略与追兵的战斗发生于阿达纳附近的塞伊汉河岸，两军隔河对峙，拜占庭帝国军队立即冲过两军间的桥梁发起进攻，波斯军假装撤退，将敌军引入埋伏，拜占庭帝国先锋队在几分钟之内被击败；但波斯军忽视了据守桥梁，使得希拉克略得以带领拜占庭帝国的后军继续进攻，视波斯人的箭雨为无物，最终击败了波斯军。沙赫尔巴拉兹向阵中的一名希腊叛徒说：“瞧你的皇帝！面对飞箭和长矛，他毫不惧怕。”。随后的撒鲁斯战役拜占庭帝国军队再次获胜，确保了撤退的成功，最终在特拉布宗过冬。

## 战争的高潮

### 君士坦丁堡围城战

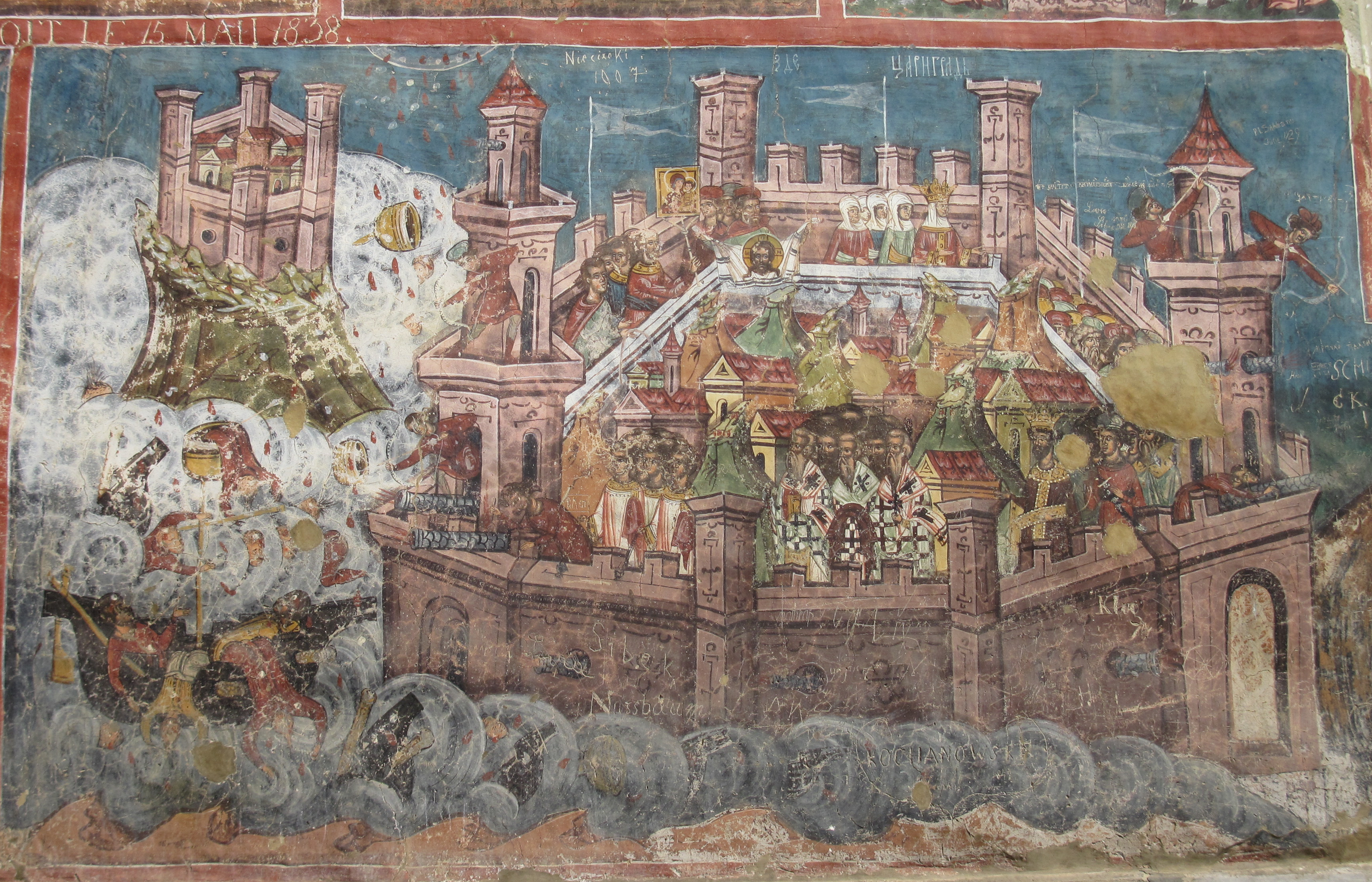
罗马尼亚摩尔多维察修道院的壁画，描绘了626年围攻君士坦丁堡的景象

库思老二世为了彻底打败拜占庭帝国，决定发起一次决定性的反攻，他从国内外抽调几乎所有可抽调的人员，组成了两支新军队。一支5万人的部队由沙欣率领，驻扎与亚美尼亚和美索不达米亚，阻止希拉克略进攻波斯本土；一支较小的部队由沙赫尔巴拉兹率领，穿过希拉克略的侧翼，向博斯普鲁斯海峡沿岸的波斯基地迦克墩行进，以进攻君士坦丁堡。库斯老还与阿瓦尔人的可汗进行商议，以从欧亚两侧对君士坦丁堡发起联合进攻。波斯军成功到达迦克墩，阿瓦尔人也如约而至，摧毁了瓦伦斯水道桥。但由于東羅馬海軍掌握了海峡的制海权，波斯人不能把兵力送到欧洲一侧去支援盟友。这使得擅长攻城的波斯军无用武之地，同时也造成了两军的交流困难。
君士坦丁堡的城防指挥官是牧首塞尔吉乌斯一世和将军博努斯。希拉克略收到敌人围攻首都消息后，将军队分为三部分，他虽不担心城防，但还是向首都派出一支援军以鼓舞士气；第二部分军队由他的弟弟狄奥多尔指挥，前去对抗沙欣；第三部分由皇帝自己指挥，打算突袭波斯腹地。

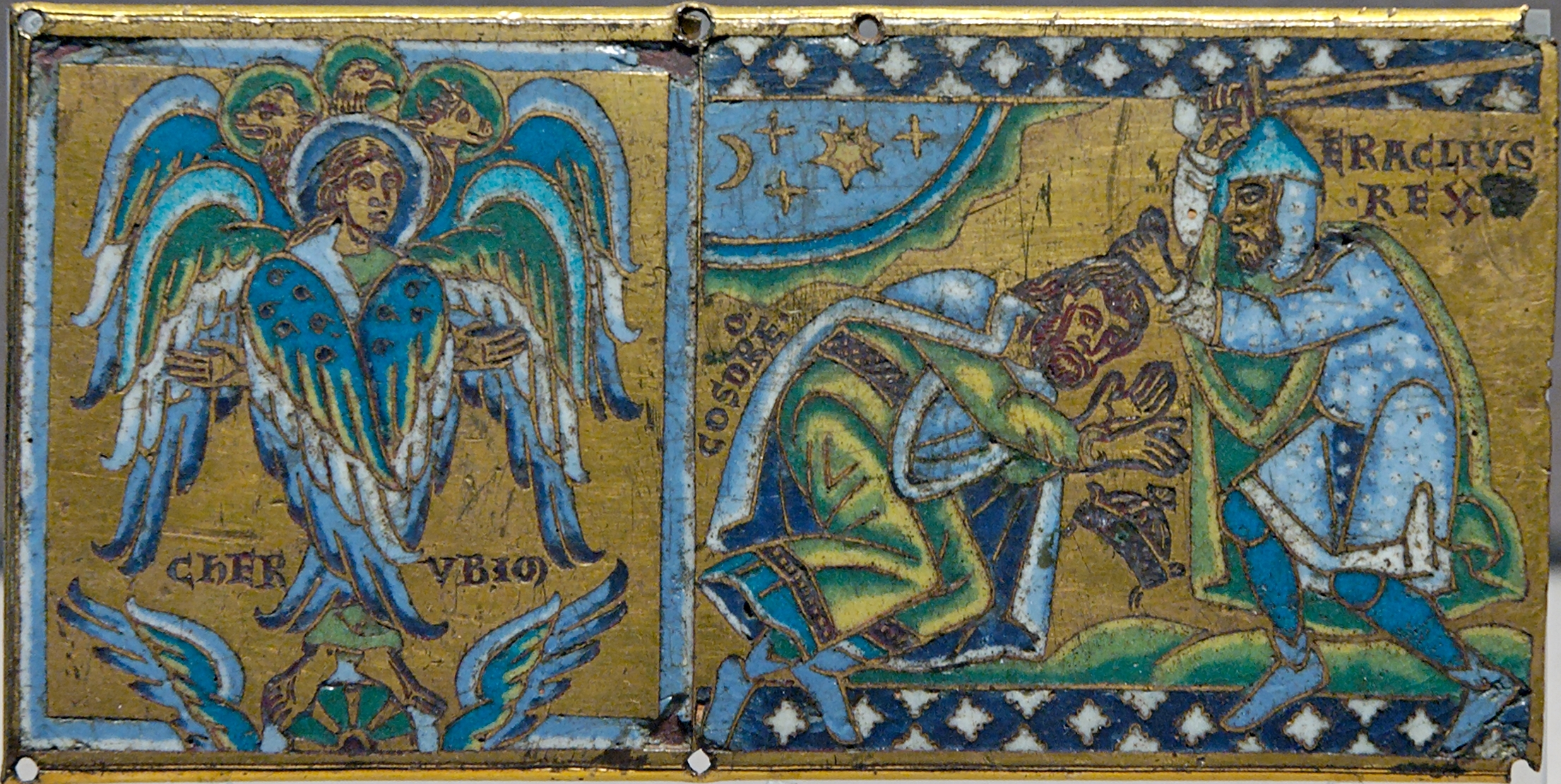
希拉克略和天使基路伯接受库思老二世的投降（搪瓷作品，铜质镀金，约制作于1160-1170年，现藏卢浮宫）；这一题材是虚构的，库思老二世并没有向希拉克略屈服

626年6月29日，对君士坦丁堡城墙的进攻开始了。1.2万名拜占庭骑兵（徒步）在城墙内对抗8万阿瓦尔人和斯拉夫人，猛攻持续了一个月。牧首塞尔吉乌斯率领队伍举着圣母像游行，以激发人们的宗教热情，这使得城内士气高涨。
8月7日，一支波斯舰队搭载着士兵试图渡过海峡，但被拜占庭海军包围摧毁。同时，斯拉夫人试图渡过金角湾攻击海墙，阿瓦尔人则对陆墙再次发起猛攻。斯拉夫人的船只被博努斯率领的舰队撞毁，阿瓦尔人6日至7日的猛攻也毫无成效。随后消息传来，皇帝的弟弟狄奥多尔已对沙欣取得大胜，阿瓦尔人和斯拉夫人立即决定撤退，并在两天内退回巴尔干腹地。尽管沙赫尔巴拉兹的军队还在迦克墩，但没有盟友，他们也不能再威胁君士坦丁堡了。为了感谢圣母玛利亚的庇佑，塞尔吉乌斯或皮西迪亚的乔治创作了一首赞美诗。
愤怒的库斯老二世给波斯军的副指挥官送了一封信，命令他杀死沙赫尔巴拉兹，但信被拜占庭帝国军队截获，希拉克略向波斯将领展示了信的内容，随后沙赫尔巴拉兹就领兵撤到叙利亚北部，在之后的战争中保持中立。这保证了希拉克略进攻波斯时的侧翼安全，并使得波斯人失去了一支精锐部队。

### 拜占庭-西突厥联盟

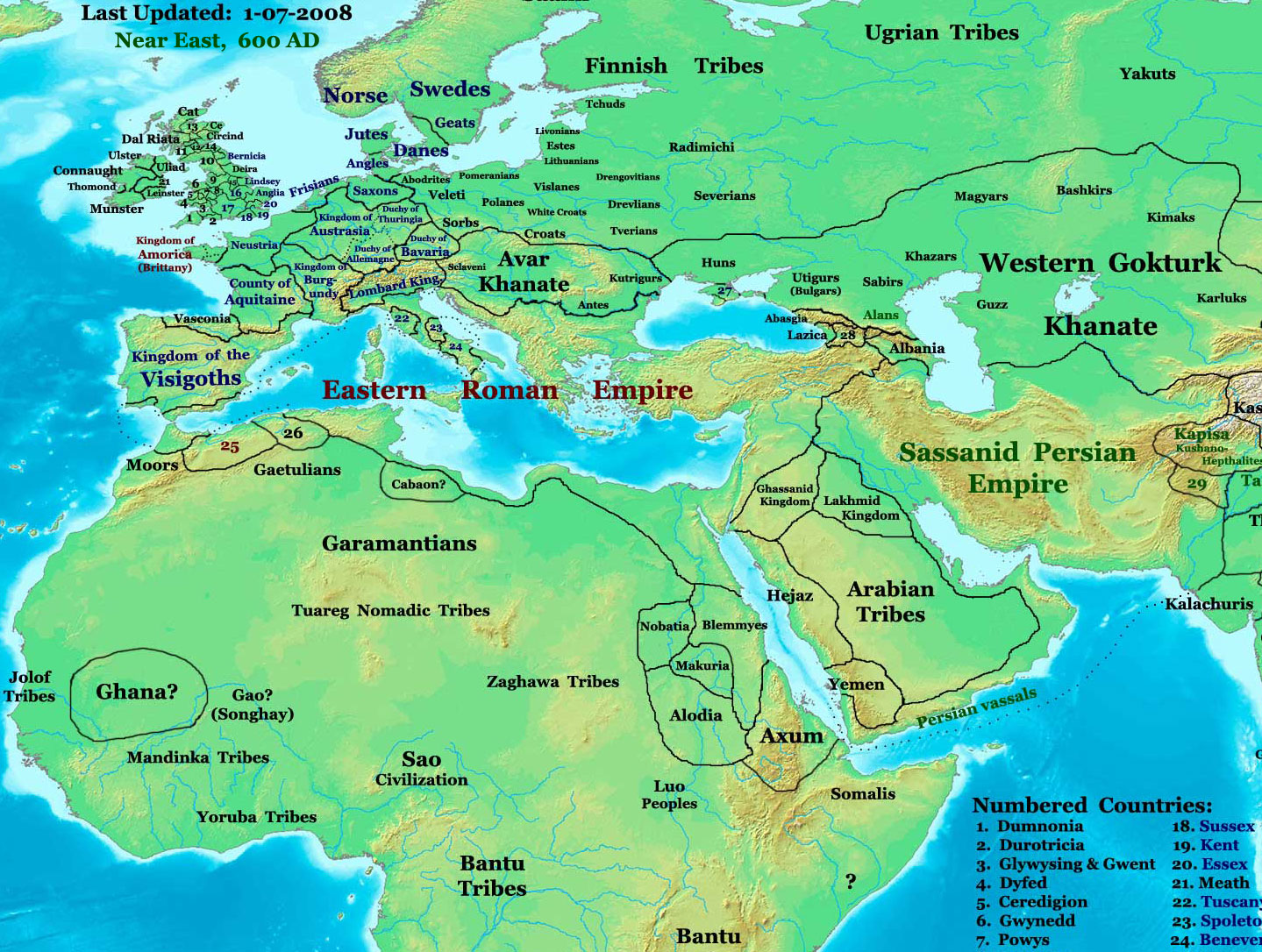
600年的歐亞非大陸的東羅馬帝國、波斯帝國、西突厥汗国（Western Gokturk Khaganate），波斯被夾在中間

围城期间，希拉克略与一支游牧民族订立了同盟，拜占庭帝国记载中称之为可萨人，其领袖名Ziebel，现在一般认为这指的就是统叶护可汗统治下的西突厥汗国。希拉克略把许多财宝赠送给他，并将他唯一的女兒優多西婭·歐皮菲尼婭公主（紫衣贵族）许配给统叶护。实际上早在568年，两国就曾通使，室点密可汗派遣粟特人使臣到达君士坦丁堡，商议了贸易和反对萨珊王朝的问题，拜占庭帝国也派遣使节到达西突厥汗庭。
与拜占庭帝国结盟后，626年，突厥人派遣4万骑兵进攻萨珊王朝，开始了第三次突厥-波斯战争。突厥人与拜占庭帝国合力攻打第比利斯，拜占庭帝国军队使用了牵引式投石机，这是历史记载中拜占庭帝国军队第一次使用这种器械。库斯老派沙赫拉普拉坎率1千骑兵支援，但城市最后还是大概于628年底被攻破。围城过程中，希拉克略整顿他在底格里斯河上流的基地，准备进攻波斯，统叶护于628年年底被莫賀咄可汗暗殺，与优多西娅的婚约也因此取消。
《旧唐书·西戎传》中记载：“隋大业末，西突厥叶护可汗频击破其国，波斯王库萨和为西突厥所杀，其子施利立，叶护因分其部帅监统其国，波斯竟臣于叶护。及叶护可汗死，其所令监统者因自擅于波斯，不复役属于西突厥。”。据岑仲勉的考证，库萨和即库思老二世，这一记载虽与西方记载不完全相同，也反映了突厥进攻波斯的史实。

### 尼尼微战役

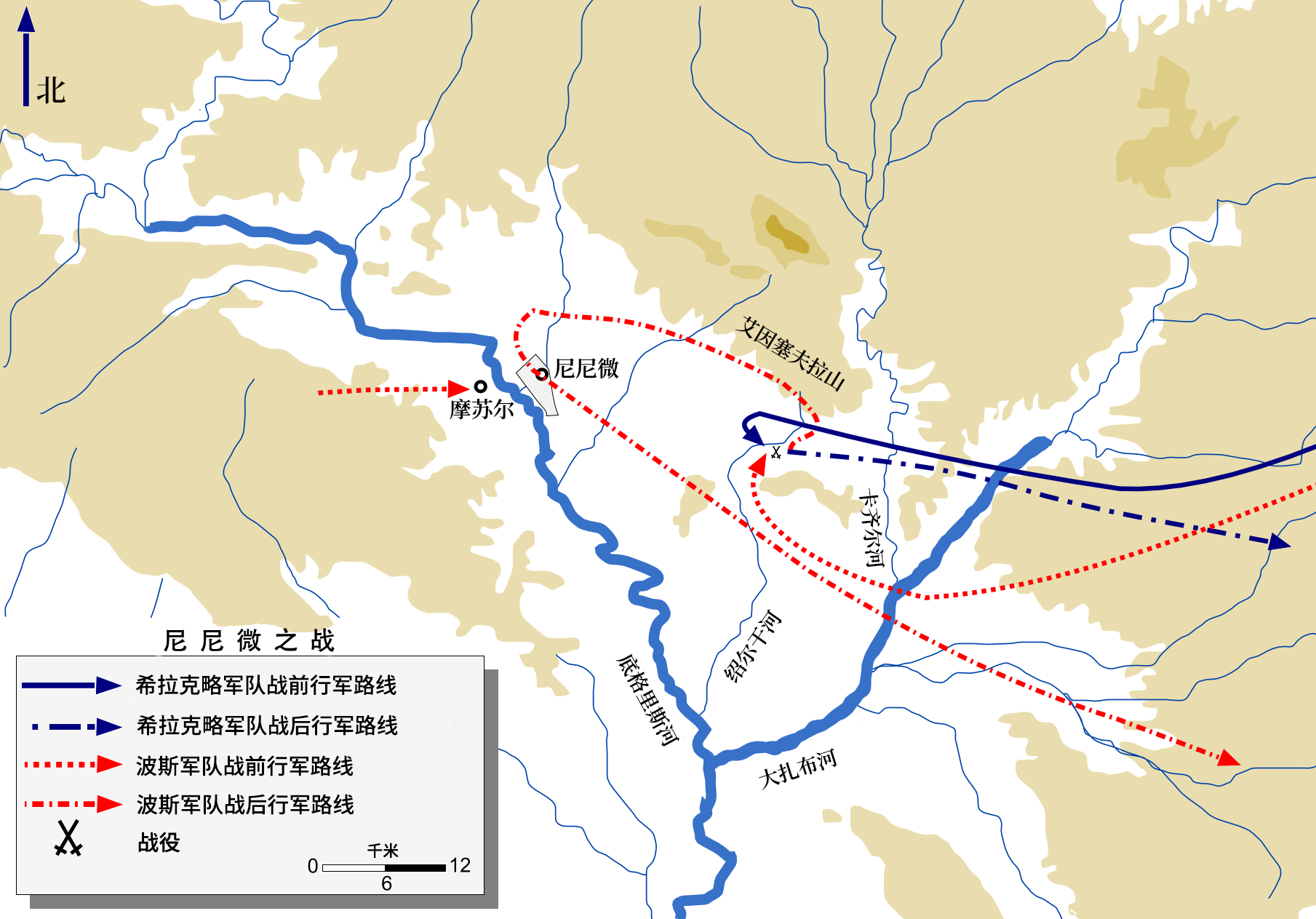
尼尼微战役前后两军的调动

627年9月中旬，希拉克略出人意料地发起对波斯腹地的冬季突袭，留下统叶护继续围攻第比利斯。爱德华·勒特韦克将希拉克略在624-626年之间的进攻称为“一系列相关联的，战区规模的高风险机动作战”，这使得波斯人习惯于这种看似无效的突袭，所以没有召回部队来保卫自己的心脏地带。 希拉克略的军队人数在2.5万-5万之间，突厥盟军很快因为不熟悉冬季作战与波斯人的骚扰离去。希拉克略保持快速行军，亚美尼亚人拉赫扎德率波斯军对在后面追赶他，但由于拜占庭帝国军队向南进发时带走了当地大部分的粮食，波斯军队遇到了补给困难。
在这年的年底，赶在波斯援军到来之前，希拉克略与拉赫扎德在尼尼微的遗迹附近展开战斗。战斗在大雾天进行，削弱了波斯远程部队的威力，希拉克略佯装撤退，将波斯军引至平原，随后又对波斯军发起出乎他们意料的反击。血战8小时后，波斯军撤退到附近的山麓，6千波斯士兵阵亡，但军队没有崩溃。君士坦丁堡牧首尼基弗鲁斯一世的《简史》记载，拉赫扎德与希拉克略进行了个人决斗，并被皇帝一击杀死，另外两名波斯人也向皇帝发起挑战，都被击败，在战斗中，皇帝的嘴唇受伤。

### 战争的结束

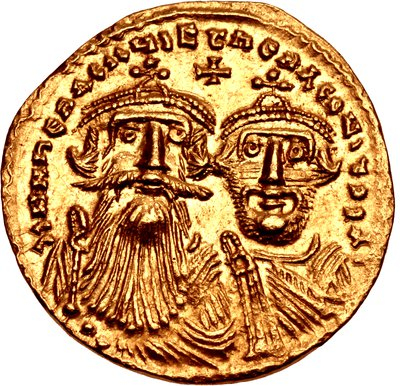
印有希拉克略与其子半身像的硬币（铸于629-632年）

胜利的拜占庭帝国军队在没有受到抵抗的情况下进入库斯老二世在达斯塔吉德的宫殿，夺回了300面拜占庭旗帜，还掠夺了宫殿中大量的财宝。库斯老逃到苏萨附近的山区，试图组织力量保卫泰西封。在此情况下，希拉克略给库斯老下了最后通牒：
我一直在追求和平，我不愿把波斯变为一片火海，但是你使我不得不这么做。现在，让我们放下武器，拥抱和平。在战争之火毁灭一切之前把它扑灭。
 — 628年1月6日，希拉克略给库斯老二世的最后通牒。
但实际上希拉克略无法进攻泰西封，因为纳赫拉旺运河被一座垮塌的桥梁阻塞，他也没有尝试绕过运河进军。
这时萨珊王朝发生了内乱，贵族们发动政变，拥立库斯老之子喀瓦德二世。五天后库斯老二世被杀害，喀瓦德二世立即向希拉克略求和，拜占庭皇帝没有强加苛刻的条件，他明白自己的国力也快耗尽了。最后签订的和平条约规定萨珊王朝放弃所占拜占庭领土，释放所有俘虏，缴纳一笔赔款，悉数归还在耶路撒冷抢走的真十字架和其他圣物。

## 历史影响

### 短期影响

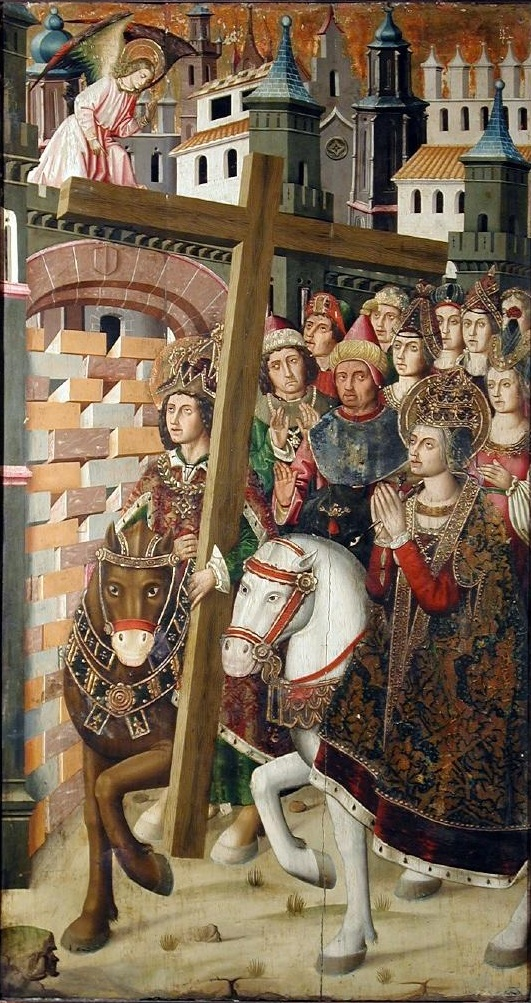
15世纪的西班牙绘画，描绘希拉克略带着真十字架进入耶路撒冷的场景，几个世纪前的人物圣海伦娜也出现在画面上

战争结束几个月后，希拉克略凯旋进入君士坦丁堡，摄政君士坦丁和牧首塞尔吉乌斯一世带领欣喜若狂的民众迎接皇帝归来。629年9月14日，在宏大的仪式上，圣海绵被安置在真十字架顶端，游行队伍带着它来到圣索菲亚大教堂，真十字架被树立在祭坛上，人们都认为这是拜占庭帝国新的黄金时代开始的标志。630年，真十字架又被送回耶路撒冷，安置在原地。
这场战争使希拉克略跻身伟大军事家行列，他带领军队征战六年未遭失利，并带领拜占庭帝国军队来到此前从未到过的地方，被誉为是“新大西庇阿”。将真十字架重新树立更是他最辉煌的时刻。按诺曼·戴维斯的观点，如果希拉克略这时死去，他将成为“自凯撒以来最伟大的罗马将军”。但他活到了阿拉伯人入侵的时期，在数场战役中一败再败，玷污了他的名声，诺维奇子爵对此的评价是“他活得太久了”。
萨珊王朝则需努力维持一个稳定的政府，喀瓦德二世在位仅几个月就去世，随后萨珊波斯陷入了混乱和内战，阿尔达希尔三世、希拉克略的盟友沙赫尔巴拉兹、库斯老二世的女儿孛蘭、阿扎米杜赫特相继即位。直到632年库斯老的孙子伊嗣俟三世即位，政局才稳定下来，但这对于拯救国家来说已经太迟了。

### 长期影响
602-628年战争的毁灭性影响，以及一个世纪以来不断的战争，使得两个帝国都陷入瘫痪。萨珊王朝的经济崩溃，为战争所征的重税、宗教动乱以及中央混乱所造成的地方首长权力增强进一步削弱了国家。詹姆斯·霍华德-约翰斯顿认为：“希拉克略的胜利……拯救了近东的基督教，严重削弱了祆教敌人，尽管这成就被20年后的阿拉伯征服所掩盖，但不能否认其胜利的价值。”。
但拜占庭帝国也受到严重的影响，巴尔干半岛几乎全部被斯拉夫人所控制，安纳托利亚在战争中受到了严重的破坏，对新收回的高加索、叙利亚、美索不达米亚、巴勒斯坦和埃及的控制因萨珊波斯的长期占领而松动。拜占庭帝国的财政储备也基本耗尽，难以抚恤老兵，征召新兵。克莱夫·福斯称这次战争为“小亚细亚古典史终结的第一步”。
两个帝国都没有恢复国力的时间了，很快，团结在伊斯兰教旗帜下的阿拉伯人发起了迅猛的入侵，詹姆斯·霍华德-约翰逊称之为“一场人的海啸”。乔治·利斯卡认为：“不必要的长期的拜占庭-萨珊波斯战争为伊斯兰征服开辟了道路”。萨珊王朝很快就被彻底征服，拜占庭帝国则失去了刚收复的叙利亚、亚美尼亚、埃及，以及北非；帝国的领土只剩下安纳托利亚和意大利、巴尔干半岛沿岸的一些据点和岛屿。不过拜占庭帝国还是生存了下来，并在674-678年和717-718年的两次围城战中成功地守卫了君士坦丁堡。随后的战争中丢失的一些领土，如意大利南部和克里特岛等地后来都被收复。但是也有一些领土永久丧失了，如629年被西哥特人征服的西班尼亚（西班牙南部沿海），8世纪被伦巴第王国占领的科西嘉岛，以及10世纪被阿拉伯人占领的巴利阿里群岛、撒丁岛和西西里岛。

## 双方的军队构成和战略战术
萨珊王朝的贵族重骑兵名为阿斯瓦兰，他们的主武器是长骑枪（kontos），据说可以一次刺穿两个人。这些重骑兵属于具装骑兵，人和马都装备札甲。
莫里斯皇帝所作的《战略》记载，波斯人经常大量使用弓箭手，他们的弓箭手“迅猛，但不十分强力”，他们会避免在不利于射击的天气作战。这本书还记载波斯人喜欢在中军和两翼部署相等实力的弓箭手，还喜欢利用崎岖的地形压制拜占庭骑兵，以避免肉搏作战。因此，这本书给出的建议是：让骑兵在平坦的地形上快速冲锋，以减小箭矢的影响。另外，作者还认为波斯人善于攻城，喜欢“通过计划和将道取得胜利”。
拜占庭帝国军中最重要的也是其铁甲骑兵，这种骑兵也成为了拜占庭帝国的一大象征。骑手装备链甲，主武器是骑枪，马匹也有较重的护甲；骑手手臂上有一面小盾，还装备弓，大刀和斧。拜占庭帝国的重步兵被称为scutati，装备小圆盾和札甲。他们携带这种用来对付敌军骑兵的武器，如长矛和用来砍马腿的斧。轻步兵被称为psiloi，主要使用弓箭，只装备皮甲。拜占庭帝国步兵在维持对抗敌军骑兵的战线上有重要的作用，也是本方骑兵发动进攻的重要支撑。理查德·A·加布里埃尔（Richard A. Gabriel）认为，拜占庭帝国重步兵“结合了罗马军团和古希腊方阵的优点”。
阿瓦尔人的弓箭手装备着和两根骑枪重量相等的复合弓。他们也擅长围攻，懂得制作投石机和攻城塔，在围攻君士坦丁堡时，他们修建了自己的防壁，以防止敌军的反击；还使用木质覆皮的掩体来掩护弓箭手。他们还征召了斯拉夫人和格皮德人前来支援。但是，阿瓦尔人通过劫掠乡村获得补给，这使得他们难以维持长时间的围攻，他们行动相对缓慢的盟军更是如此。
历史学家凯基认为，拜占庭帝国“竭力避免改变现状”，他们总是试图用外交手段维持同盟，离间敌人。尽管初期败给了库思老二世和阿瓦尔可汗，但他们与斯拉夫人（后来的塞尔维亚人和克罗地亚人）以及突厥人进行的长期谈判，最终使得斯拉夫人后来开始反抗阿瓦尔人，并与西突厥订立了关键的盟约。 
后勤对任何军队来说都是个问题，希拉克略初期拜占庭帝国领土以及安纳托利亚战斗时，可能直接是从周边地区获得补给。在他进攻波斯本土时，冬季的严寒迫使他停止进攻，波斯军和拜占庭帝国军队都要在冬天为战马储备草料。莫里斯皇帝因在冬天恶劣地对待士兵而被推翻，也提示了冬季作战的风险。爱德华·勒特韦克认为，突厥人提供的耐寒的矮种马是希拉克略能于627年底发起冬季攻势的重要因素。在这次进攻中，他们从波斯土地上获取粮食，而赢下尼尼微战役并攻占波斯宫殿后，他们也不需要再担心补给问题了。

## 历史记载

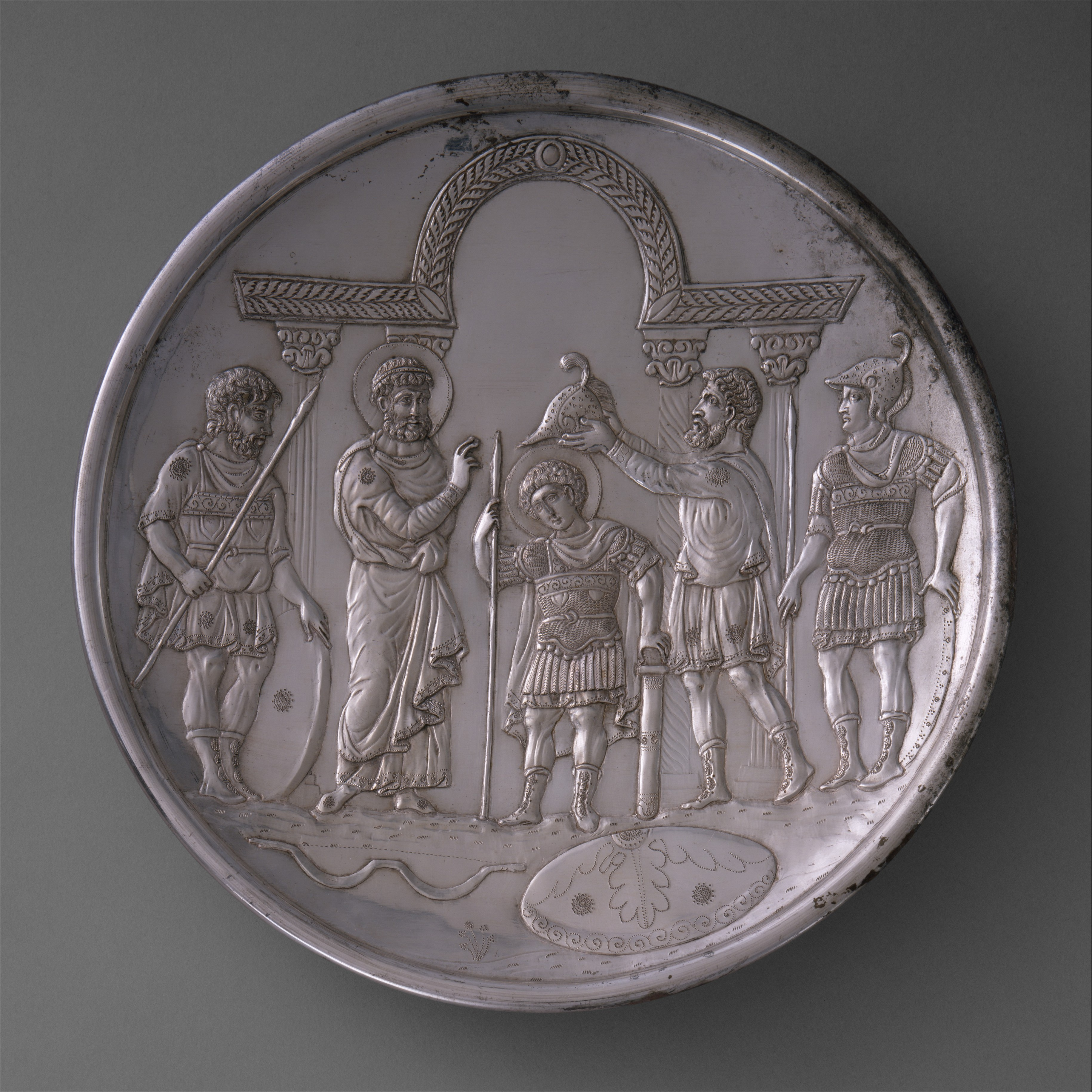
描绘大卫王受膏的银盘，制作于629-630年；盘中人物穿着拜占庭帝国宫廷服饰，暗示拜占庭皇帝和扫罗、大卫一样，都是被上帝选中的统治者

关于战争的记载主要来自拜占庭帝国方面，在当时的希腊语文献中，最重要的是一位不知名作者于630年创作的《复活节编年史》。宫廷诗人皮西迪亚的乔治的一些作品包含与战争有关的内容。狄奥菲拉克特·西莫卡塔有一些信件和一部记载582-602年史事的历史著作，也涉及拜占庭帝国战争时期的政治前景。绪恩克洛斯狄奥多尔有一份626年君士坦丁堡围攻战时发表的演说辞，其中包含了一些有用的信息；近年也发现了一些来自埃及的关于战争时期的纸莎草纸记载。
波斯人的档案已全部散失，所以没有当时的波斯人留下的关于战争的记载。但9-10世纪的穆斯林史家塔巴里的《历代先知与国王史》使用了现已丢失的来源，并记载了萨珊王朝的历史。非希腊语的同时代历史记载有尼基乌的约翰的《编年史》，此书用科普特语写成，但只有一份吉兹语译本留存下来；还有一本据说是塞博俄斯所著的《历史》，用亚美尼亚语将各种材料汇编起来，时间顺序不严谨，使得对战争的记载时有矛盾；且其目的是把《圣经》预言同历史事实联系起来，其客观性值得怀疑。也有一些叙利亚语记载保存下来，学者Dodgeon，Greatrex和Lieu认为这些记载在同时代记载中是“最重要的”，其中包括长老托马斯的《724年编年史》，创作于640年；还有一部《圭蒂（Guidi）编年史》或称《胡齐斯坦编年史》，由居住在萨珊波斯的聂斯托利派基督徒撰写。
写于后世的希腊语记载包括宣信者狄奧法內斯的《编年史》和君士坦丁堡牧首尼基弗鲁斯一世的《简史》等。狄奥法内斯的作品有助于建立一个战争的整体框架。后来的一些叙利亚语著作，如敘利亞的米海爾的《编年史》和佚名作者的《1234年编年史》，对史实有所补充。但除尼基弗鲁斯的《简史》和阿拉伯人基督徒希拉波利斯的阿伽皮乌斯的著作外，其余著作似乎都使用了同一个来源，这个来源可能是8世纪史家埃德萨的狄奥菲鲁斯的著作。
托马斯·阿尔茨鲁尼于10世纪以亚美尼亚语创作了《阿尔茨鲁尼王朝史》，可能与赛博俄斯著作使用同样的来源。同一世纪的莫乌塞斯·卡汉卡特瓦茨的《亚美尼亚史》使用了一种未知的来自7世纪20年代的记载。霍华德-约翰斯顿认为莫乌塞斯和赛博俄斯的作品是“现存（关于战争的）非穆斯林史料中最有价值的”。亚历山大牧首俄狄喀乌斯的著作中有不少错误，但仍有一定的价值。《古兰经》中也有关于这场战争的记载，其第30章《罗马人》讲述了拜占庭帝国初期失败的消息传到麦加，非穆斯林的麦加人认为这代表多神崇拜将战胜拜占庭帝国信奉一神教的“有经者”，而穆罕默德则预言拜占庭人会反败为胜，必须谨慎地看待其历史价值。
一些拜占庭帝国的聖徒傳記也有助于理解这一战争年代，如绪克诺的圣狄奥多尔和波斯的圣阿纳斯塔修斯的传记；《霍哲巴的乔治（George of Khozeba）传》记载了耶路撒冷围城战给人们造成的恐慌，但关于这些圣人传是否包含8、9世纪后人增添的内容，存在争议。钱币学研究有助于确定事件的年代，印玺学研究也有类似的作用。艺术学和其他考古学发挥了一定的作用，但铭文学作用相对较小。勒特韦克认为莫里斯皇帝的《战略》是“最完整的拜占庭野战兵书”，提供了关于当时的军事思想和实践的重要信息。

### 脚注与参考文献
1. 1 2 3 4 5 6 7  Dodgeon, Greatrex & Lieu 2002，第182–83頁
2. ↑  Dignas, Assistant Professor of History Beate; Dignas, Beate; Winter, Engelbert. . Cambridge University Press. 2007: 148  [2020-07-17]. ISBN 9780521849258. （原始内容存档于2020-08-05） （英语）.
3. ↑  Baynes, Norman H. . The English Historical Review. 1912, 27 (106): 287–299  [2020-07-17]. ISSN 0013-8266. doi:10.1093/ehr/XXVII.CVI.287. （原始内容存档于2021-03-08）.
4. ↑  Encyclopaedia Iranica （页面存档备份，存于） "After concluding a hasty peace with Heraclius (as the result of which all Sasanian territorial gains were given up and the “true cross” restored; Nicophorus, p. 14; Theophanes, pp. 272-73; Chronicon Paschale, p. 14)"
5. ↑  Dignas, Assistant Professor of History Beate; Dignas, Beate; Winter, Engelbert. . Cambridge University Press. 2007: 150  [2020-07-17]. ISBN 9780521849258. （原始内容存档于2020-08-05） （英语）.
6. 1 2  McNabb, James Brian. . ABC-CLIO. 2017: 10  [2020-07-17]. ISBN 9781440829642. （原始内容存档于2020-08-05） （英语）.
7. ↑  Pourshariati (2008), p. 142
8. 1 2  Norwich 1997，第87頁
9. ↑  Oman 1893，第151頁
10. ↑  Dodgeon, Greatrex & Lieu 2002，第174頁
11. ↑  Ostrogorsky 1969，第79–80頁
12. ↑  Dodgeon, Greatrex & Lieu 2002，第175頁
13. ↑  Oman 1893，第152頁
14. ↑  Norwich 1997，第86頁
15. ↑  Oman 1893，第149頁
16. ↑  Treadgold 1998，第205頁
17. ↑  Treadgold 1998，第205–206頁
18. ↑  Luttwak 2009，第401頁
19. 1 2 3  Treadgold 1997，第235頁
20. ↑  Oman 1893，第153頁
21. ↑  Oman 1893，第154頁
22. ↑  Ostrogorsky 1969，第83頁
23. ↑  Norwich 1997，第88頁
24. ↑  Dodgeon, Greatrex & Lieu 2002，第183–84頁
25. 1 2  Oman 1893，第155頁
26. ↑  Foss 1975，第722頁
27. 1 2  Dodgeon, Greatrex & Lieu 2002，第184頁
28. ↑  Norwich 1997，第89頁
29. 1 2 3  Kaegi 2003，第39頁
30. 1 2  Kaegi 2003，第37頁
31. ↑  Kaegi 2003，第41頁
32. 1 2 3  Dodgeon, Greatrex & Lieu 2002，第187頁
33. ↑  Kaegi 2003，第55頁
34. 1 2  Oman 1893，第156頁
35. 1 2  Kaegi 2003，第53頁
36. ↑  Kaegi 2003，第87頁
37. ↑  Dodgeon, Greatrex & Lieu 2002，第194頁
38. ↑  Martindale, Jones & Morris 1992，第942頁
39. ↑  Kaegi 2003，第49頁
40. 1 2  Norwich 1997，第90頁
41. ↑  Kaegi 2003，第52頁
42. ↑  Kaegi 2003，第54頁
43. ↑  Kaegi 2003，第60頁
44. ↑  Kaegi 2003，第63頁
45. ↑  Kaegi 2003，第64頁
46. 1 2 3 4  Kaegi 2003，第65頁
47. 1 2 3 4  Kaegi 2003，第67頁
48. 1 2 3 4  Dodgeon, Greatrex & Lieu 2002，第186頁
49. ↑  Brown, Churchill & Jeffrey 2002，第176頁
50. ↑  Kaegi 2003，第67–68頁
51. 1 2  Dodgeon, Greatrex & Lieu 2002，第185頁
52. ↑  Kaegi 2003，第68頁
53. 1 2  Dodgeon, Greatrex & Lieu 2002，第188頁
54. ↑  Kaegi 2003，第69頁
55. ↑  Kaegi 2003，第71頁
56. 1 2 3  Kaegi 2003，第75頁
57. ↑  Kaegi 2003，第74頁
58. ↑  Kaegi 2003，第76–77頁
59. 1 2 3 4  Kaegi 2003，第77頁
60. 1 2  Kaegi 2003，第78頁
61. ↑  Ostrogorsky 1969，第95頁
62. ↑  Kaegi 2003，第80頁
63. 1 2  Oman 1893，第206頁
64. ↑  Fouracre 2006，第296頁
65. ↑  Kaegi 1995，第30頁
66. ↑  Reinink, Stolte & Groningen 2002，第235頁
67. ↑  Kaegi 2003，第91頁
68. ↑  Kaegi 2003，第92頁
69. 1 2  Kaegi 2003，第88頁
70. ↑  Oman 1893，第206–207頁
71. 1 2 3 4  Davies 1998，第245頁
72. ↑  Iwona, Maksymiuk Katarzyna. . Метаморфозы истории. 2017, (9)  [2020-07-17]. ISSN 2308-6181. （原始内容存档于2020-08-05）. Genuineness of the letter had been convincingly denied by R. W. Thomson
73. ↑  Pourshariati 2008，第141頁.
74. ↑  Pourshariati 2010，第1頁.
75. 1 2 3 4 5 6  Oman 1893，第207頁
76. ↑  Kaegi 2003，第84頁
77. ↑  Kaegi 2003，第85頁
78. ↑  Foss 1975，第724頁
79. ↑  Luttwak 2009，第398頁
80. ↑  Kia 2016，第223頁.
81. ↑  Greatrex & Lieu 2005，第197頁.
82. ↑  Howard-Johnston 2006，第33頁.
83. ↑  Foss 1975，第725頁
84. ↑  Kaegi 2003，第105頁
85. 1 2  Kaegi 2003，第90頁
86. 1 2 3 4 5 6  Norwich 1997，第91頁
87. ↑  Kaegi 2003，第110頁
88. ↑  Chrysostomides, Dendrinos & Herrin 2003，第219頁
89. ↑  Runciman 2005，第5頁
90. ↑  Kaegi 2003，第126頁
91. ↑  Ostrogorsky 1969，第95–98;101頁
92. ↑  Treadgold 1997，第316頁
93. ↑  Haldon 1997，第211–217頁
94. ↑  Kaegi 2003，第112頁
95. 1 2  Kaegi 2003，第115頁
96. ↑  Kaegi 2003，第114頁
97. ↑  Kaegi 2003，第116頁
98. 1 2  Kaegi 2003，第95頁
99. ↑  Ostrogorsky 1969，第93頁
100. ↑  Ostrogorsky 1969，第94頁
101. ↑  Kaegi 2003，第118頁
102. 1 2  Oman 1893，第208頁
103. ↑  Kaegi 2003，第119頁
104. ↑  Kaegi 2003，第120頁
105. 1 2  Kaegi 2003，第122頁
106. 1 2  Kaegi 2003，第125頁
107. ↑  Dodgeon, Greatrex & Lieu 2002，第200頁
108. 1 2  Kaegi 2003，第127頁
109. ↑  Kaegi 2003，第128頁
110. 1 2 3  Kaegi 2003，第129頁
111. 1 2 3 4  Kaegi 2003，第130頁
112. 1 2  Dodgeon, Greatrex & Lieu 2002，第204頁
113. 1 2 3  Oman 1893，第210頁
114. 1 2  Kaegi 2003，第131頁
115. ↑  Kaegi 2003，第132頁
116. 1 2 3 4 5 6 7 8  Norwich 1997，第92頁
117. ↑  Treadgold 1997，第297頁
118. ↑  Kaegi 2003，第133頁
119. 1 2  Kaegi 2003，第140頁
120. 1 2 3  Dodgeon, Greatrex & Lieu 2002，第179–81頁
121. ↑  Kaegi 2003，第134頁
122. 1 2 3 4 5  Oman 1893，第211頁
123. 1 2 3 4 5  Norwich 1997，第93頁
124. ↑  Kaegi 2003，第136頁
125. ↑  Kaegi 2003，第137頁
126. ↑  Kimball 2010，第176頁
127. ↑  Ekonomou 2008，第285頁
128. ↑  Gambero 1999，第338頁
129. ↑  Kaegi 2003，第148頁
130. ↑  Kaegi 2003，第151頁
131. ↑  Kaegi 2003，第143頁
132. ↑  桂宝丽 2013，第16-18頁.
133. ↑  Khanam 2005，第782頁
134. ↑  Liu, Xinru, "The Silk Road: Overland Trade and Cultural Interactions in Eurasia", in Agricultural and Pastoral Societies in Ancient and Classical History, ed. Michael Adas, American Historical Association, Philadelphia: Temple University Press, 2001, p. 168.
135. ↑  Howard, Michael C., Transnationalism in Ancient and Medieval Societies: the Role of Cross Border Trade and Travel, McFarland & Company, 2012, p. 133.
136. ↑  Dennis 1998，第99–104頁
137. ↑  Dennis 1998，第104頁
138. ↑  Kaegi 2003，第144頁
139. ↑  Dodgeon, Greatrex & Lieu 2002，第212頁
140. ↑  劉昫等撰. . 北京: 中華書局. 1975. ISBN 9787101003192.
141. ↑  岑仲勉. . 上海: 中華書局. 1958: 215–217.
142. ↑  Luttwak 2009，第408頁
143. ↑  Kaegi 2003，第158–159頁
144. 1 2  Dodgeon, Greatrex & Lieu 2002，第213頁
145. 1 2  Kaegi 2003，第159頁
146. 1 2  Dodgeon, Greatrex & Lieu 2002，第215頁
147. ↑  Kaegi 2003，第160頁
148. ↑  Kaegi 2003，第161頁
149. ↑  Kaegi 2003，第169頁
150. ↑  Kaegi 2003，第163頁
151. ↑  Kaegi 2003，第167頁
152. ↑  Farrokh 2007，第259頁
153. 1 2  Kaegi 2003，第173頁
154. ↑  Kaegi 2003，第172頁
155. ↑  Kaegi 2003，第174頁
156. 1 2 3  Norwich 1997，第94頁
157. 1 2  Oman 1893，第212頁
158. ↑  Kaegi 2003，第178, 189–190頁
159. ↑  Kaegi 2003，第185–86頁
160. ↑  Kaegi 2003，第189頁
161. ↑  Bury 2008，第245頁
162. ↑  瓦西列夫, A.A. . 北京: 商务印书馆. 2019: 309. ISBN 978-7-100-16631-7.
163. ↑  Norwich 1997，第97頁
164. ↑  Kaegi 2003，第227頁
165. ↑  Beckwith 2009，第121頁
166. ↑  Howard-Johnston 2006，第291頁
167. 1 2  Howard-Johnston 2006，第9頁
168. 1 2  Haldon 1997，第43–45, 66, 71, 114–115頁
169. 1 2 3  Haldon 1997，第49–50頁
170. ↑  Kaegi 1995，第39頁
171. ↑  Kaegi 1995，第43–44頁
172. ↑  Foss 1975，第747頁
173. ↑  Foss 1975，第746–47頁
174. ↑  Howard-Johnston 2006，第xv頁
175. ↑  Liska 1998，第170頁
176. ↑  Haldon 1997，第61–62頁
177. ↑  Norwich 1997，第134頁
178. ↑  Norwich 1997，第155頁
179. ↑  Evans 2002，第180頁
180. ↑  Holmes 2001，第37頁
181. ↑  Lock 2013，第7頁
182. ↑  Farrokh 2005，第5頁
183. ↑  Farrokh 2005，第13頁
184. ↑  Farrokh 2005，第18頁
185. ↑  Gabriel 2002，第281頁
186. ↑  Gabriel 2002，第282頁
187. ↑  Gabriel 2002，第282–83頁
188. ↑  Gabriel 2002，第283頁
189. ↑  Gabriel 2002，第288頁
190. ↑  Luttwak 2009，第395–96頁
191. ↑  Luttwak 2009，第403頁
192. ↑  Kaegi 1995，第32頁
193. ↑  Luttwak 2009，第404頁
194. ↑  Luttwak 2009，第400頁
195. ↑  Luttwak 2009，第400–01頁
196. ↑  Luttwak 2009，第403–04頁
197. ↑  Luttwak 2009，第405–406頁
198. ↑  Online notice （页面存档备份，存于） of the Metropolitan Museum of Art
199. 1 2 3  Kaegi 2003，第7頁
200. 1 2  Dodgeon, Greatrex & Lieu 2002，第xxvi頁
201. 1 2  Kaegi 2003，第8頁
202. 1 2 3 4  Kaegi 2003，第9頁
203. ↑  Dodgeon, Greatrex & Lieu 2002，第xxv頁
204. ↑  Howard-Johnston 2006，第42–43頁
205. ↑  Dodgeon, Greatrex & Lieu 2002，第192頁
206. 1 2  Kaegi 2003，第10頁
207. ↑  Foss 1975，第729–30頁
208. ↑  Luttwak 2009，第268–71頁
209. ↑  Kaegi 2003，第14頁

### 书目
- Beckwith, Christopher, , Princeton University Press, 2009  [2020-07-17], ISBN 978-0-691-13589-2, （原始内容存档于2016-05-08）.
- Bury, J.B., , Cosimo, Inc., 2008  [2020-07-17], ISBN 978-1-60520-405-5, （原始内容存档于2019-04-04）.
- Charles, Robert H. . Merchantville, NJ: Evolution Publishing. 2007 [1916]  [2020-07-17]. ISBN 9781889758879. （原始内容存档于2020-01-25）.
- Brown, Phyllis Rugg; Churchill, Laurie J.; Jeffrey, Jane E., , Taylor & Francis US, 2002  [2020-07-17], ISBN 0-415-94183-0, （原始内容存档于2016-05-20）.
- Chrysostomides, J.; Dendrinos, Charalambos; Herrin, Judith, , Ashgate Publishing, 2003  [2020-07-17], ISBN 0-7546-3696-8, （原始内容存档于2016-05-11）.
- Davies, Norman, , HarperCollins, 1998  [2020-07-17], ISBN 0-06-097468-0, （原始内容存档于2016-05-03）.
- Dennis, George T.,  (PDF), Greek, Roman and Byzantine Studies (Duke University), 1998, 39: 99–115, （原始内容 (PDF)存档于2011-08-05）.
- Dodgeon, Michael H.; Greatrex, Geoffrey; Lieu, Samuel N. C., , Routledge, 2002  [2020-07-17], ISBN 0-415-00342-3, （原始内容存档于2016-11-18）.
- Ekonomou, Andrew J., , Lexington Books, 2008  [2020-07-17], ISBN 978-0-7391-1978-5, （原始内容存档于2016-05-02）.
- Evans, J. A. S. . Routledge. 2002. ISBN 9781134559763.
- Farrokh, Kaveh, , Osprey Publishing, 2005  [2020-07-17], ISBN 1-84176-713-1, （原始内容存档于2016-04-27）.
- Farrokh, Kaveh, , Osprey Publishing, 2007  [2020-07-17], ISBN 978-1-84603-108-3, （原始内容存档于2016-05-26）.
- Foss, Clive, , The English Historical Review (Oxford University Press), 1975, 90: 721–47, doi:10.1093/ehr/XC.CCCLVII.721.
- Fouracre, Paul, , Cambridge University Press, 2006  [2020-07-17], ISBN 0-521-36291-1, （原始内容存档于2017-03-26）.
- Gabriel, Richard, , Greenwood Publishing Group, 2002  [2020-07-17], ISBN 0-275-97809-5, （原始内容存档于2016-04-29）.
- Gambero, Luigi, , Ignatius Press, 1999  [2020-07-17], ISBN 0-89870-686-6, （原始内容存档于2016-06-10）.
- Greatrex, Geoffrey; Lieu, Samuel N. C. . Routledge. 2005. ISBN 978-1134756469.
- Haldon, John, , Cambridge University Press, 1997 [1990]  [2020-07-17], ISBN 0-521-31917-X, （原始内容存档于2019-01-28）.
- Holmes, George. . Oxford: Oxford University Press. 2001. ISBN 9780192854445.
- Howard-Johnston, James, , Ashgate Publishing, 2006  [2020-07-17], ISBN 0-86078-992-6, （原始内容存档于2016-05-08）.
- Kaegi, Walter Emil, , Cambridge University Press, 1995 [1992]  [2020-07-17], ISBN 0-521-48455-3, （原始内容存档于2016-11-20）.
- Kaegi, Walter Emil, , Cambridge University Press, 2003  [2020-07-17], ISBN 0-521-81459-6, （原始内容存档于2019-08-27）.
- Kia, Mehrdad. . ABC-CLIO. 2016. ISBN 978-1610693912.
- Kimball, Virginia M., , AuthorHouse, 2010  [2020-07-17], ISBN 978-1-4490-7212-4, （原始内容存档于2016-06-09）.
- Liska, George, , , Rowman & Littlefield, 1998  [2020-07-17], ISBN 0-8476-8680-9, （原始内容存档于2016-05-08）.
- Lock, Peter. . London: Routledge. 2013. ISBN 9781135131371.
- Luttwak, Edward, , Harvard University Press, 2009  [2020-07-17], ISBN 978-0-674-03519-5, （原始内容存档于2016-06-17）.
- Martindale, John R.; Jones, A.H.M.; Morris, John, , Cambridge University Press, 1992, ISBN 0-521-20160-8.
- Norwich, John Julius, , Vintage Books, 1997, ISBN 0-679-77269-3.[]
- Oman, Charles, , Macmillan, 1893  [2020-07-17], （原始内容存档于2016-06-09）.
- Ostrogorsky, George, , Rutgers University Press, 1969  [2020-07-17], ISBN 978-0-8135-1198-6, （原始内容存档于2016-06-10）.
- Pourshariati, Parvaneh. . I.B. Tauris. 2008. ISBN 978-1845116453.
- Pourshariati, Parvaneh. . I.B.Tauris. 2010. ISBN 978-0857711991.
- Reinink, Bernard H.; Stolte, Geoffrey; Groningen, Rijksuniversiteit te, , Peeters Publishers, 2002  [2020-07-17], ISBN 90-429-1228-6, （原始内容存档于2016-05-02）.
- Runciman, Steven, , Cambridge University Press, 2005  [2020-07-17], ISBN 0-521-61148-2, （原始内容存档于2016-04-27）.
- Treadgold, Warren T., , Stanford University Press, 1997  [2020-07-17], ISBN 0-8047-2630-2, （原始内容存档于2014-07-26）.
- Treadgold, Warren T., , Stanford University Press, 1998  [2020-07-17], ISBN 0-8047-3163-2, （原始内容存档于2020-06-01）.
- 岑仲勉. . 中華書局. 1958  [2020-07-24]. （原始内容存档于2021-03-01）.
- 桂宝丽. . 兰州大学出版社. 2013. ISBN 9787311040277.